# Cesare Mussini
Pour les articles homonymes, voir Mussini (famille).
Cesare Mussini né le 9 juin 1804 à Berlin et mort le 24 mai 1879 à Barga ou Florence, est un peintre italien académique, professeur à l'Académie des Beaux-Arts de Florence. Il a principalement créé des portraits et des tableaux à thèmes religieux.

## Biographie
Cesare Mussini est le fils du chanteur, violoniste et compositeur Natale Mussini (it) (1765–1837). En 1820, il s'installe à Florence avec son frère cadet Luigi Mussini (1813–1888) et commence ses études à l' Académie des Beaux-Arts . En 1823, il y remporte un prix pour une aquarelle et en 1824 pour une esquisse à l'huile.
En 1828, Mussini s'installe à Rome, où il se lie d'amitié avec des intellectuels et des artistes français, tels que l'ambassadeur François-René de Chateaubriand et Horace Vernet , le directeur de l'Académie française. Lorsque Felix Mendelssohn Bartholdy arrive à Rome en 1830 , il se lie d'amitié avec lui. À Rome, son style évolue du classicisme au romantisme.
En 1832, Cesare Mussini revient à Florence. Il devient un portraitiste recherché. À partir d'octobre 1834, il commence à enseigner à l'Académie des Beaux-Arts. La même année, il est chargé par Raphaël Finzi Morelli de peindre des fresques dans sa maison de la Piazza Santa Maria Novella.
En 1839, il enrichit la collection de sculptures du nouveau musée de Berlin, dont le directeur général était Ignaz von Olfers, en faisant don de deux bustes en stuc peint représentant Laurent le Magnifique et Nicolas Machiavel. En 1840, il acquiert pour le musée, pour une somme modique, un buste en argile peinte représentant Piero Soderini . Lorsque Gustav Friedrich Waagen se rendit en Italie pour effectuer d'autres achats, il fit également en sorte qu'il acquière environ 25 sculptures supplémentaires, principalement du Quattrocento .
Vers 1840, il met au point un procédé spécial de production de peintures à base de résines naturelles, « sans huile et sans cire », et l’utilise tout au long de sa carrière. La résistance et la durabilité sont les principales caractéristiques des couleurs obtenues, qui ont remporté des prix lors des expositions internationales de Londres (1851, 1862) et de Gênes (1854).
En 1844, il se rend à Saint-Pétersbourg, où il reste près de deux ans et peint pour l'empereur Nicolas Ier.
En 1875, il vend sa recette de peinture à l'huile et à la résine à la société allemande Schmincke, qui fabrique le produit appelé « Mussini ».
Cesare Mussini serait mort à Florence le 24 mai 1879.
Il était marié à Elise, la fille aînée de Johann Ludwig Urban Blesson (de) , avec qui il eut cinq enfants : Arturo (1841-1904), Costanza, Fanny, Olga et Francesca.

## Postérité
En 1896, Ernst Röver (de) construit un orgue pour la chapelle Schröderstift (de) à Hambourg , dont la partie centrale est décorée d'un tableau de Cesare Mussini. L'orgue est désormais situé avec des peintures au Valley Organ Centre . Certaines œuvres de Mussini peuvent également être vues dans des musées comme la Galerie des Offices de l' Académie des beaux-arts de Florence, la Galerie d'Art moderne du Palais Pitti et la  Galerie nationale d'Art moderne et contemporain de Rome.

## Œuvres

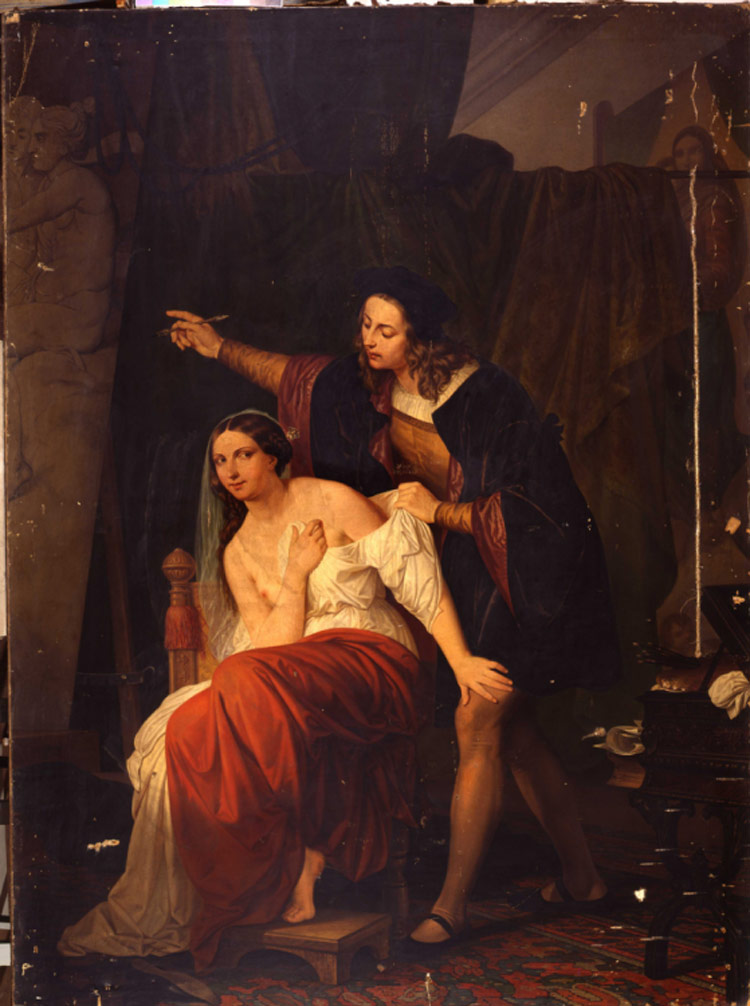
Raphaël et la Fornarina
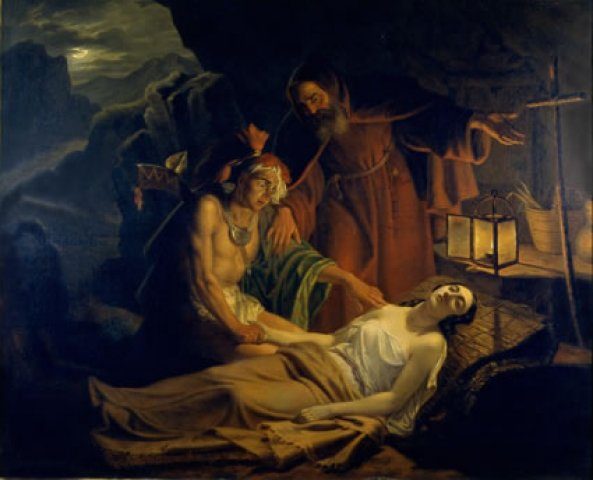
Mort d' Atala (1835),   Galerie nationale d'Art moderne et contemporain de Rome.
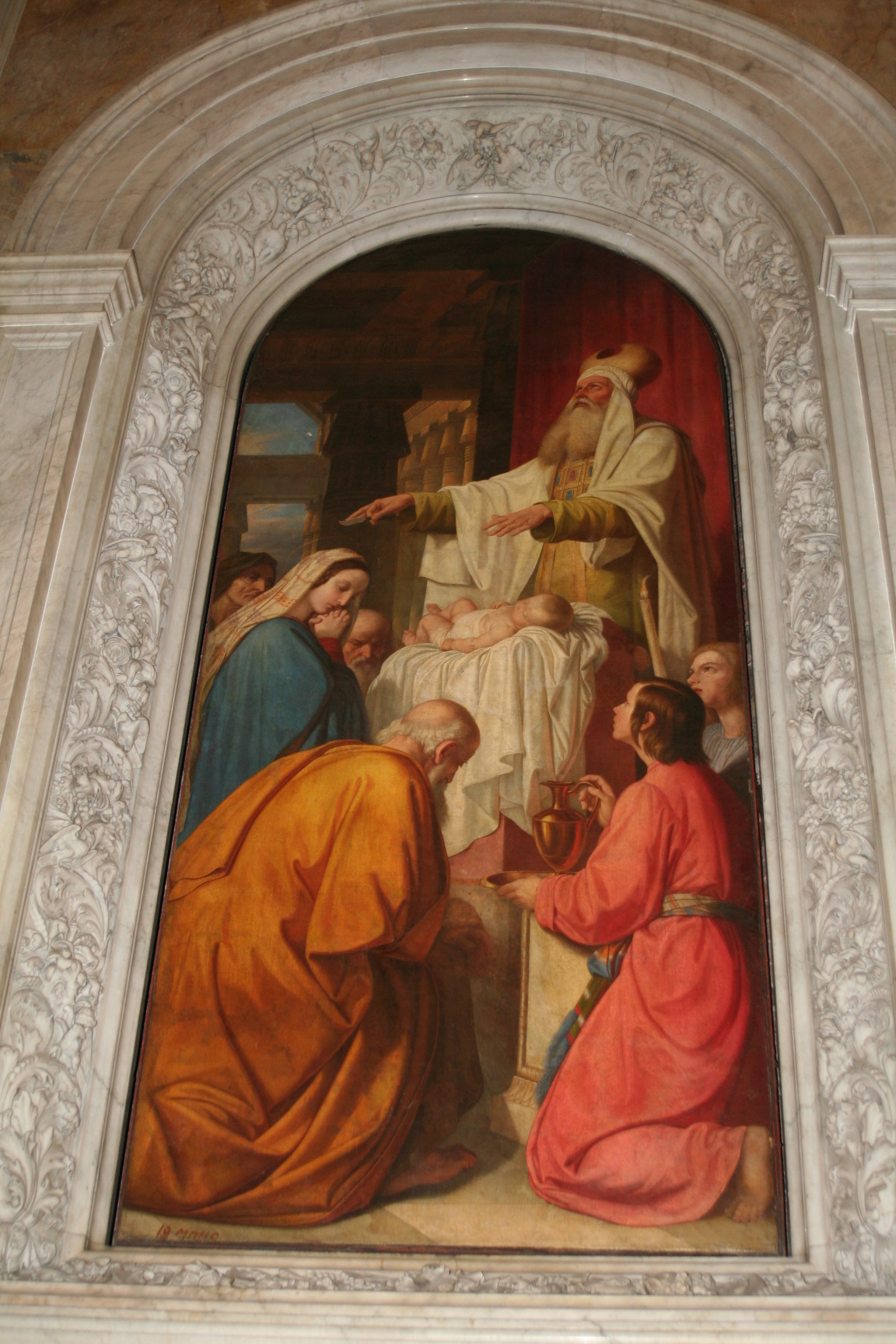
La Circoncision de Jésus,  Cathédrale Saint-Isaac de Saint-Pétersbourg (1849)
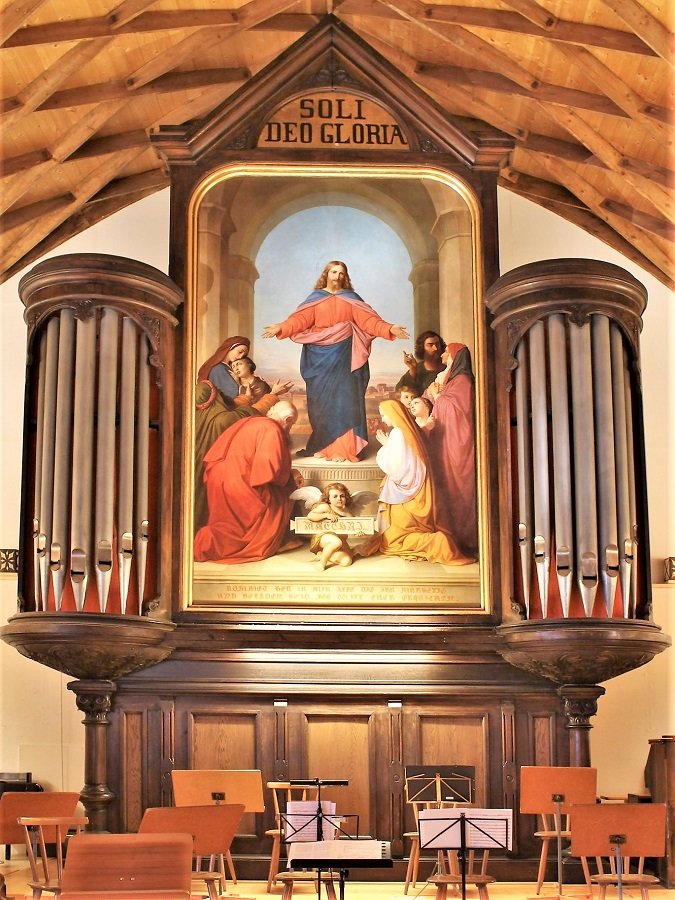
Orgue Röver dans la salle Zollinger du musée de l'orgue de la vallée (de l'église Schröderstift à Hambourg)